# Johann Peter Frank-Museum
Das Johann Peter Frank-Museum ist ein Literaturmuseum in Rodalben, das im denkmalgeschützten Pfarrer-Dr.-Lederer-Haus untergebracht ist.

## Lage
Das Museum befindet sich in der örtlichen Schulstraße und trägt die Hausnummer 9. Unmittelbar östlich steht ein ebenfalls denkmalgeschütztes Kriegerdenkmal.

## Gebäude

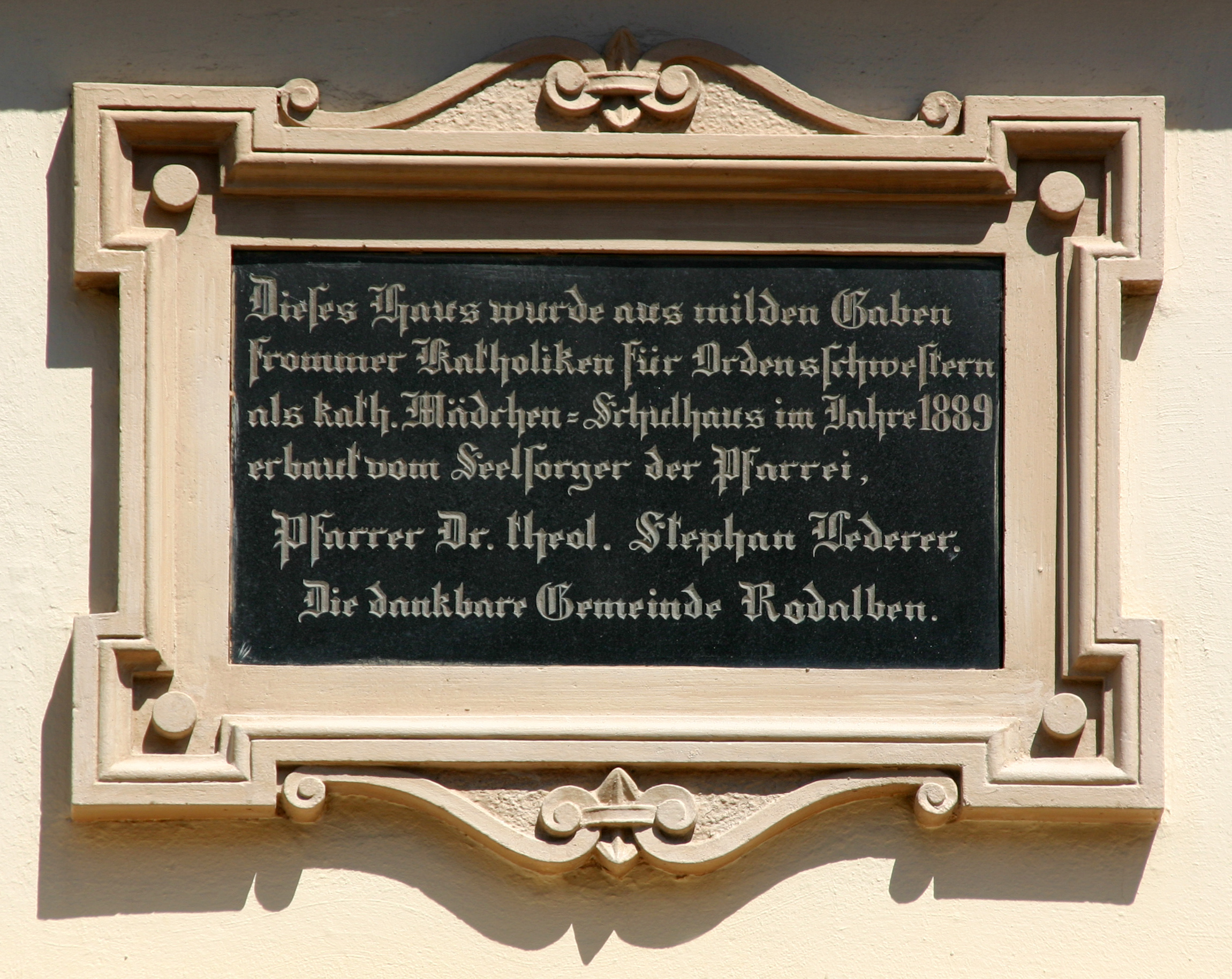
Gedenktafel an Stephan Lederer am Gebäude

Beim Gebäude handelt es sich um einen spätklassizistischen Putzbau. Es fungierte zunächst als Schwesternhaus, da der seinerzeit vor Ort wirkende Priester Stephan Lederer dorthin die bislang in Speyer lebenden Dominikanerinnen umsiedelte. Nach seinem Wegzug aus Rodalben spendierte er das Bauwerk der Gemeinde, das seither den Namen Dr.-Lederer-Haus trägt.

## Museum
Das Museum wurde 1995 eröffnet und von der Johann-Peter-Frank-Gesellschaft betrieben. Es ist im Obergeschoss des Hauses untergebracht. Es zeigt den literarischen Nachlass des Arztes Johann Peter Frank (1745–1821), der der bekannteste Sohn der Stadt Rodalben ist. Darunter befindet sich unter anderem sein bekanntestes Werk „System einer vollständigen medicinischen Policey“.